# Grebenichi, Rozdilna
Grebenichi (în ucraineană Гребеники, transliterat: Hrebenîkî, în trecut Grebeniki) este un sat în comuna Velîka Mîhailivka din raionul Rozdilna, regiunea Odesa, Ucraina.

## Demografie
Componența lingvistică a comunei Grebenichi
     Ucraineană (87,45%)
     Rusă (8,86%)
     Română (2,59%)
     Alte limbi (0,5%)
Conform recensământului din 2001, majoritatea populației comunei Grebenichi era vorbitoare de ucraineană (87,45%), existând în minoritate și vorbitori de rusă (8,86%) și română (2,59%).